# Анджей Неуважний

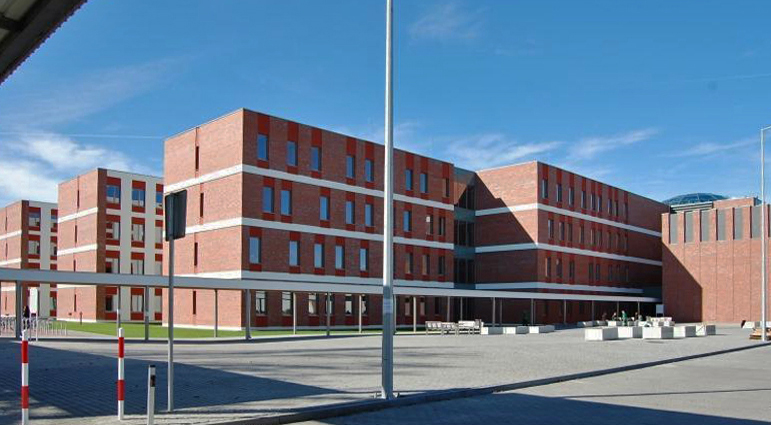
Комплекс будівель, у якому розмістився Інститут історії і архівістики Університету імені Миколая Коперника.

А́нджей Неува́жний (пол. Andrzej Nieuważny, *24 лютого 1960, Варшава — † 5 червня 2015, Торунь) — польський історик. Спеціалізувався на історії XIX століття. Син філолога Флоріана Неуважного.

## Біографічні дані
У 1978 році Анджей Неуважний вступив на історичний факультет Варшавського університету, який закінчив у 1983-му. З 1986 року працював на гуманітарному факультеті Університету Миколая Коперника. У 1993-му здобув ступінь доктора гуманітарних наук у галузі історії — в тому ж університеті. Тема його докторської дисертації — «Кампанія 1813 року на північному заході Варшавського Князівства і оборона Торуня (у світлі московських документів)» («Kampania 1813 r. na północnym zachodzie Księstwa Warszawskiego i obrona Torunia (w świetle materiałów moskiewskich)». Керівником був Славомир Калембка. Анджей Неуважний опублікував кілька книжок, присвячених історії Франції й епосі Наполеона. Обіймав посаду старшого викладача в Університеті імені Миколая Коперника (історичний факультет); працював в Інституті історії і архівознавства, читав лекції в Гуманітарній академії імені Александра Ґейштора в Пултуську. Брав участь у роботі Музею романтизму в Опіногурі і Музею Незалежності у Варшаві.
У першій половині 1990-х років він викладав на пленарних сесіях Польського народного університету в Мінську.
У листопаді 2001 року Анджей Неуважний здобув премію від Фонду Наполеона (Париж) в категорії чужомовних книжок за свою книжку «Ми з Наполеоном». Цю премію присуджують щороку за праці, присвячені історії Першої і Другої імперій. Лауреат отримав медаль і чек на сто тисяч французьких франків.
У січні 2009 році Анджея Неуважного нагородили орденом Академічних пальм (Ordre des Palmes académiques)).(пол.)
Був одружений з Евою Неуважною, мав із нею четверо дітей. У лютому 2015 року Анджей Неуважний потрапив у катастрофу, через що йому наклали гіпс на ноги. 28 травня того ж року знято гіпс, а 5 червня 2015-го Анджей Неуважний помер. Його поховали 10 червня на торунському цвинтарі святого Єжи (Георгія).

## Вибрані публікації
- Kampania 1813 r[oku] na północnym zachodzie Księstwa Warszawskiego: napoleońska twierdza Toruń i jej obrona (1995, ISBN 8323107270) — «Кампанія 1813 року на північному заході Варшавського Князівства: наполеонівська фортеця Торунь і її оборона» (1995)
- My z Napoleonem (1999, ISBN 8370237096) — «Ми з Наполеоном» (1999)
- Czasy napoleońskie (2001, ISBN 8370238459) — «Наполеонівські часи» (2001)
- Wojsko Księstwa Warszawskiego: artyleria, inżynierowie, saperzy (2004, wspólnie z Ryszardem Morawskim, ISBN 8385314180) — «Військо Варшавського Князівства: артилерія, інженери, сапери» (2004, разом із Ришардом Моравським)
- De tout temps amis: Cinq siècles de relations franco-polonaises : Un ouvrage collectif d'Andrzej Nieuwazny, Christophe Laforest, " Nouveau Monde éditeur ", (2004) — «Друзі на всі часи: п'ять століть французько-польських відносин», разом із Крістофом Лафоре
- Napoleon na Mazowszu: bitwy pod Pułtuskiem i Gołyminem 1806–1807 (2005, ISBN 9788375490008) — «Наполеон на Мазовші: битви під Пултуськом і Голиміном 1806 — 1807» (2005)
- A qui la faute ? La recherche des responsables de la défaite dans l'armée russe apres Austerlitz, Revue Historique des Armées (2005)
- Napoleoński marszałek i alzacka praczka: François-Joseph Lefebvre i «Madame Sans-Gêne» czyli Książę i księżna Gdańska (2007, ISBN 9788392144182) — «Маршал Наполеона і ельзаська праля: Франсуа-Жозеф Лефевр і мадам Сан-Жен, або ж Князь і ґданська княгиня» (2007). Див. Катрін Юбшер
- Mówią wieki. Antologia tekstów 1958–2007 — «Говорять віки. Антологія текстів 1958–2007» (2007), один із авторів
- Lanciers contre Panzers ? A voir…, Revue Historique des Armées, 2007
- 200 dni Napoleona. Od Pułtuska do Tylży 1806–1807 — «200 днів Наполеона. Від Пултуська до Тильжі, 1806–1807» (2008, ISBN 978-83-60192-34-4), у співавторстві з Кшиштофом Островським, Лехом Маєвським і Томашем Стемпенем
- Wojsko Polskie w służbie Napoleona. Gwardia: szwoleżerowie, Tatarzy, eklererzy, grenadierzy — «Польське військо на службі в Наполеона. Гвардія: кавалеристи, татари, еклерери, гренадери». Альбом. Ілюстратор Ришард Моравський (2008)
- Wielka wojna w małym mieście: boje o Tczew w lutym 1807 roku — «Велика війна в малому місті: бої за Тчев у лютому 1807 року» (2009)
- Wojsko Księstwa Warszawskiego. Artyleria, inżynierowie, saperzy — «Військо Варшавського Князівства. Артилерія, інженери, сапери». Альбом. Ілюстратор Ришард Моравський (2011)

### Переклади
- Czarna księga komunizmu. Zbrodnie, terror, prześladowania — «Чорна книга комунізму. Злочини, терор, переслідування», переклад із французької спільно з іншими перекладачами (1999)